# Cantone di Hendaye
Il Cantone di Hendaye era una divisione amministrativa dell'arrondissement di Bayonne.
È stato soppresso a seguito della riforma complessiva dei cantoni del 2014, che è entrata in vigore con le elezioni dipartimentali del 2015.
Comprendeva i comuni di:
- Biriatou
- Ciboure
- Hendaye
- Urrugne